# برايان ميتشيل (لاعب كرة قدم)
برايان ميتشيل (بالإنجليزية: Brian Mitchell)‏ (16 يوليو 1963 في المملكة المتحدة - ) هو لاعب كرة قدم بريطاني في مركز الظهير. لعب مع برادفورد سيتي ونادي أبردين ونادي بريستول سيتي وهال سيتي.